# Maria Dolors Baró i Mariné
Maria Dolors Baró i Mariné (Bajo Campo, 1948) es una física catalana conocida por sus estudios sobre las propiedades básicas de los materiales funcionales nanoestructurados.

## Estudios
Estudió el bachillerato en el instituto Gaudí de Reus, después inició sus estudios de Ciencias físicas en la Universidad de Barcelona, donde se licenció en 1971. En 1975 se doctoró en Ciencias Físicas en la Universidad Autónoma de Barcelona (UAB) donde es actualmente Catedrática de Física aplicada en el Departamento de Física de la Facultad de Ciencias. A lo largo de su carrera en la UAB se ha dedicado tanto a la investigación, como la docencia y a la gestión. Como docente ha impartido varias asignaturas, entre otras, Física, Termodinámica, Ciencia de Materiales, Propiedades mecánicas de los materiales, Materiales metálicos, Laboratorio de Microscopias y Técnicas de Caracterización de Materiales.

## Investigación
Es Coordinadora de la Unidad de Física de los Materiales II desde su creación en 1994, sus líneas de investigación se sitúan en el ámbito de la nanociencia y la nanotecnología. La actividad actual del grupo que ella coordina está basada en la obtención y caracterización de nuevos materiales utilizando tecnologías avanzadas, en particular el estudio de las propiedades básicas de materiales funcionales nanostructurats, básicamente magnéticas y estructurales. Estudian en profundidad la correlación entre las propiedades estructurales, resultantes de la técnica de nanoestructuración, y las propiedades físicas (mecánicas o magnéticas). Esto permite modificar las propiedades de los materiales para nuevas aplicaciones o procesos, estudiando las interacciones de intercambio entre materiales ferromagnéticos y antiferromagneticos; síntesis por rutas químicas de nanopartículas magnéticas; comportamiento mecánico de materiales estructurales; búsqueda y caracterización de nuevos materiales útiles para almacenamiento de hidrógeno. Ha dirigido tesis doctorales y coordinado numerosos proyectos de investigación tanto de alcance nacional como internacional.
Desde el 2001 es Directora Científica del Servicio de Microscopia de la UAB, un servicio de apoyo a la investigación que dispone de la infraestructura en utillaje y técnica necesarios para la aplicación de la microscopia a varios campos de investigación como pueden ser la biomedicina, química, física, ciencias de materiales o geología, entre otras.
Fue la Presidenta del  International Symposium on Metaestable, Mechanically Alloyed and Nanocrystalline Materiales (ISMANAM), Sitges 1997.
Ha realizado varias estancias de investigación en instituciones de renombre:
- Instituto de Métallurgie Structurale, Neuchâtel, Suiza (1986)
- Department of Materiales Engineering, University of Wollongong, Australia (1998)
- Instituto National Polytechnique de Grenoble, Francia (1999)
- Institute for Metallic Materiales, IFW Dresden, Alemania (2003)
- Departamento de Engenharia de Materiais, Universidade Federal de Sao Carlos, Brasil  (2008, 2009)
- Institute for Complejo Materiales, IFW Dresden, Alemania (2011)

## Premios y reconocimientos
- 2005 recibió la Medalla Narcís Monturiol al mérito científico y tecnológico de la Generalitat de Catalunya por su tarea académica y por sus contribuciones científicas con repercusión internacional en varias líneas de investigación sobre magnetismo y materiales nanoestructurados.
- 2007 Miembro de la Comissión Avaluadora en l'Àmbit de Ciències[8] de la Agencia per a la Qualitat del Sistema Universitari de Catalunya (AQU).
- 2009 Presidenta de la Comissión Avaluadora en l'Àmbit de Ciències de la Agencia per a la Qualitat del Sistema Universitari de Catalunya (AQU).
- 2009 Premio ICREA Academia.
- 2016 ISMANAM Senior Scientist Award.

## Obras
María Dolors Baró ha publicado más de 320 artículos originales en revistas especializadas cómo: Acta Materialia, Journal of Alloys and Compounds, Science of Advanced Materials, ACS Applied Materiales & Interfaces, Applied Physics Letters, Physical Review Letters, Journal of the American Chemical Society, Nanoscale, Nature Communications, entre otros. 

### Artículos de divulgación
- Endurecimiento magnético inducido por el acoplamiento de material ferromagnético y antiferromagnético[15]
- Preparación y caracterización de aleaciones basadas en FeCoNbBSiCu[16]